# لوني جي. روبرتس
لوني جي. روبرتس هو سياسي أمريكي، ولد في 6 أكتوبر 1937 في بورتلاند في الولايات المتحدة. نشط حزبياً في الحزب الديمقراطي. وقد انتخب عضو مجلس نواب أوريغون ‏.